# Thin Thin Khaing
Thin Thin Khaing, född 4 maj 1978, är en burmesisk bågskytt. Hon deltog vid olympiska sommarspelen 2004.